# Riccardo Giacconi
Riccardo Giacconi (ur. 6 października 1931 w Genui, zm. 9 grudnia 2018 w San Diego) – amerykański astrofizyk włoskiego pochodzenia, laureat Nagrody Nobla w dziedzinie fizyki (2002).
Profesor Uniwersytetu Johnsa Hopkinsa w Baltimore. W latach 1993–1999 był dyrektorem generalnym Europejskiego Obserwatorium Południowego (ESO). Nagrodę Nobla (razem z Raymondem Davisem i Masatoshim Koshibą) otrzymał za pionierskie prace w dziedzinie astrofizyki.
W 1981 American Astronomical Society przyznało mu nagrodę Henry Norris Russell Lectureship. W 1982 otrzymał Złoty Medal Królewskiego Towarzystwa Astronomicznego, a w 1987 Nagrodę Wolfa. W 1996 nadano mu doktorat honoris causa Uniwersytetu Warszawskiego (promotorem był Józef Smak).